# Francisco Cruceta
Francisco Alberto Cruceta (nacido el 4 de julio de 1981 en La Vega) es un lanzador que jugó en las Grandes Ligas de Béisbol como relevista y como abridor para los Samsung Lions en la Organización Coreana de Béisbol.

## Carrera

### Los Angeles Dodgers
Cruceta fue firmado por los Dodgers de Los Ángeles como amateur el 20 de mayo de 1999. Pasó las siguientes tres temporadas con los DSL Dodgers en la Dominican Summer League; en su último año terminó con récord de 0-4 con una efectividad de 1.50. Para 2002, los Dodgers enviaron a Cruceta al equipo Single-A, South Georgia Waves, donde terminó con récord de 8-5, con efectividad de 2.80 y tres juegos completos. El 28 de julio de 2002, los Dodgers, en medio de una competencia por el título, canjearon a Cruceta junto con Terry Mulholland y Ricardo Rodríguez a los Indios de Cleveland por el veterano pitcher Paul Shuey. Los Indios asignaron a Cruceta al equipo Single-A Kinston Indians.

### Cleveland Indians
En Kinston, Cruceta abrió en siete juegos, terminando con récord de 2-0 con una efectividad de 2.50. En noviembre, los Indios lo agregaron a su roster de 40 jugadores, lo que indicó la confianza en él. Sin embargo, Cruceta no lanzó en un partido de Grandes Ligas para los Indios hasta finales de la temporada 2004. Cruceta comenzó la temporada 2003 en el equipo Doble-A, Akron Aeros. En ese momento, Cruceta tenía en su arsenal una recta (que superaba las 94 millas por hora (151 km/h)), un slider y un cambio de velocidad. John Farrell, quien en ese entonces era el director de desarrollo de jugadores de los Indios, elogió la mecánica de Cruceta. Cruceta tuvo un año fuerte en Akron, terminando con 13-9 y una efectividad de 3.09. Cruceta regresó a la Aeros para la temporada 2004, y a mediados de junio los Indios lo promovieron al equipo Triple-A, Buffalo Bisons, donde terminó con récord de 6-5 y una efectividad de 3.25. Después de la serie, Cruceta fue uno de los seis jugadores de los Bisons llamados a filas por los Indios.
Cruceta reemplazó al lesionado CC Sabathia en la rotación de abridores, e hizo su debut en las mayores contra los Tigres de Detroit el 21 de septiembre de 2004. Cruceta permitió cinco carreras en cuatro entradas, pero no figuró en la decisión, mientras los Indios vinieron de atrás y derrotaron a los Tigres 8-7. Lanzó en un partido más esa temporada, en esta ocasión permitió cuatro carreras y cinco hits en tres inningsy dos tercios el 26 de septiembre de 2004, en la derrota 6-2 ante los Mellizos de Minnesota, donde Cruceta recibió la Derrota.
Cruceta regresó a Buffalo Bisons para la temporada 2005, pero creando dudas sobre cual sería su papel. Batalló como abridor, y los intentos de convertirlo en un lanzador de relevo se tuvo resultados mixtos. El mánager Marty Brown estuvo abierto en sus críticas a los esfuerzos de Cruceta para convertirse en un relevista, y reveló que, había planeado que Cruceta iniciara un juego a mediados de agosto, "Se podía ver que se sentía más cómodo en el papel de abridor que fuera del bullpen. Eso es realmente positivo para él."  Sólo unos días después de esa apertura, los Indios lo designaron para asignación. Los Marineros de Seattle lo reclamaron en waivers y lo enviaron al equipo Triple-A, Tacoma Rainiers.

### Seattle Mariners
Cruceta pasó un tiempo con los Marineros durante los entrenamientos de primavera de 2006, abrió  el año en Tacoma, donde inició 28 partidos y acumuló un récord de 13-9 con una efectividad de 4.38 y lideró la Pacific Coast League (PCL) en ponches. En una apertura contra los Colorado Springs Sky Sox a finales de mayo, Cruceta lanzó ocho entradas en blanco, permitiendo dos hits, sin dar boletos y ponchando a 11. Cruceta continuó lanzando fuerte, pero fue dejado de lado para el equipo All-Star de la liga , una decisión criticada por el mánager de Rainiers, Dave Brundage, quien catalogó a Cruceta como "dominante" y dijo que había sido "despreciado". Los Marineros llamaron a Cruceta en septiembre para hacer una apertura, pero no pasó de la primera entrada contra los Reales de Kansas City, permitiendo cinco carreras, incluyendo un grand slam, en un inning de trabajo. Cruceta hizo tres apariciones como relevista, permitiendo tres carreras en cinco entradas de trabajo, pero lo enviaron a waivers al final del año. Los Rangers de Texas lo afirmaron y lo asignaron al equipo Triple-A, Oklahoma RedHawks.

### Texas Rangers
En 2007, Cruceta fue suspendido por 50 partidos al inicio de la temporada por violar la prohibición de esteroides de las ligas menores. Cuando regresó, sin embargo, tuvo un buen desempeño en Triple-A con Oklahoma RedHawks, terminando con récord de 3-0 en 25 partidos, con una efectividad de 3.02, ponchando a 60 bateadores en 65 entradas y dos tercios. También lanzó bien en la liga invernal dominicana con los Gigantes del Cibao terminando con récord de 1-1 y una efectividad de 1.08. Estas actuaciones impresionaron a los Tigres de Detroit, quienes lo firmaron el 30 de noviembre de 2007.

### Detroit Tigers
Cruceta esperaba compitir por los puestos vacantes en el bullpen de los Tigres durante los entrenamientos de primavera de 2008, dejados vacantes por Joel Zumaya y Fernando Rodney después de haber sufrido lesiones en el hombro. Las posibilidades de Crucetas de hacerse espacio en el cuerpo de relevistas de los Tigres recibieron un duro golpe cuando su visa fue retenida, supuestamente debido a su suspensión en 2007. Después de dos meses de espera, a Cruceta se le fue concedido el visado el 9 de abril, para poder trabajar en los EE. UU.. Después de regresar a los Estados Unidos, Cruceta fue integrado a los Tigres el 30 de abril de 2008, cuando Jason Grilli  fue cambiado a los Rockies de Colorado. Cruceta hizo 13 apariciones para los Tigres, terminando con récord de 0-3 y una efectividad de 5.40. El 3 de junio, Cruceta fue designado para asignación; después de salir de waivers, se unió al equipo Triple-A ,Toledo Mud Hens. Se convirtió en agente libre al final de la temporada.

### Samsung Lions
Cruceta firmó con los Samsung Lions en la Organización Coreana de Béisbol para la temporada 2009. Mostró buenas actuaciones en su primera temporada en liga profesional de Corea, terminando con récord de 9-10 y una efectividad de 4.36 como abridor.

### Ligas independientes
En junio de 2011, jugando para el equipo independiente San Angelo Colts, Crueta fue cogido engañando nuevamente, esta vez mediante el uso de una sustancia ilegal en su guante. Fue descubierto por el umpire del home plate Stephen Lockhart,  quien de inmediato le arrojó fuera.